# مترسکها در شب
مترسکها در شب نمایشنامه‌ای است از بهرام بیضایی، نوشتهٔ سالِ ۱۳۴۱.

## متن
بیضایی این نمایشنامه را در سالِ ۱۳۴۱ نوشت و با عروسک‌ها در کتابِ مترسکها در شب و عروسکها منتشر کرد. داستانِ نمایشنامه همانندی‌هایی دارد با آوازهای شبِ ناصر شاهین‌پر؛ ولی، به گفتهٔ شاهین‌پر، هیج یک از دو نویسنده از کارِ همدیگر آگاه نبوده‌اند و شاهین‌پر نمایشنامه‌اش را از شعرِ «شب‌پا»ی نیما یوشیج اقتباس کرده بوده است.
بیضایی از تجدیدِ چاپِ این نمایشنامه پرهیخته و آن را از «جستجو»ی خود منفک می‌دانسته است.

## نخستین نمایش
. . . نخستین کار بهرام بیضایی را من انجام دادم. ۱۷ساله بود؛ البته آدم‌ها خودشان را بروز می‌دهند. آن زمان بهرام می‌آمد سرِ تمرین‌های ما. همه کار می‌کرد، حتی جارو! و این نشان می‌داد که چقدر مشتاق است. بعدها که پیس‌هایش را خواندم دیدم فقط این نبوده که نمایشنامه‌ای بنویسد و اجرا بگیرد و . . . پشتش خیلی چیزهای دیگر خوابیده بود که یواش یواش بروز می‌کرد. باید با این آدم زندگی کنید تا ببینید چقدر شیرین و گرم و صمیمی است که آدم را واقعاً فلج می‌کند. . . .

جعفر والی، پاییزِ ۱۳۹۵
این نمایشنامه نخستین بار در ۵ تیرِ ۱۳۴۲ به کارگردانیِ جعفر والی و با بازیِ عزت‌الله انتظامی، محمّدعلی کشاورز، جمشید مشایخی، خسرو شجاع‌زاده، اسماعیل داورفر، منوچهر فرید، پرویز فنّی‌زاده و حسن اعتمادزاده در تلویزیونِ ایران به نمایش درآمد.

## نقد و نظر
اکبر رادی نیز، همچون بیضایی، این نمایشنامه را کم‌ارزش شمرده و بر آن بوده که نشانی از استعدادِ بیضایی در این نمایشنامه نبوده است.